# Clubiona facilis
Clubiona facilis är en spindelart som beskrevs av O. Pickard-Cambridge 1910. Clubiona facilis ingår i släktet Clubiona och familjen säckspindlar. Inga underarter finns listade i Catalogue of Life.